# حزمة أمن بروتوكول الإنترنت

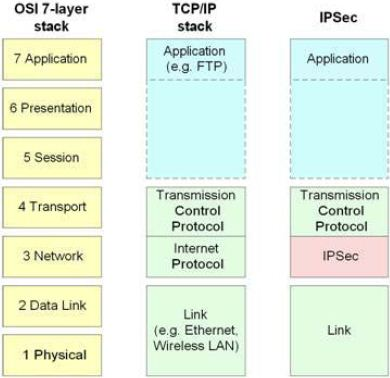

حزمة بروتوكول الإنترنت الأمنية (بالإنجليزية: Internet Protocol Security IPSec)‏ وتلفظ (أي بي سيك)، هو أحد البرتوكولات الأمنية للاتصالات عبر شبكات آي بي (IP) الذي يحقق الأهداف التالية: سرية، صحة، وسلامة المعلومات المنقولة عبر هذه الشبكات.
IPsec بروتوكول آمن لتوصيل نقطتين (جهاز كومبيوتر، سيرفر، شبكة وهمية). ويستخدم غالبًا في الشركات الذي تقوم بتبادل البيانات بين نقاط الشبكة لتسهيل الوصول للبيانات الخاصة بالشركة في أي مكان ومن خلال اتصال آمن وموفر أيضًا.